# Tabanus humilis
Tabanus humilis är en tvåvingeart som beskrevs av Daniel William Coquillett 1898. Tabanus humilis ingår i släktet Tabanus och familjen bromsar. Inga underarter finns listade i Catalogue of Life.